# Ziridava
Ziridava (în traducere „oraș pe apă”) a fost o cetate dacică care a fost localizată în peste 25 locații.
Singurul izvor de geografie antică mai amănunțit pentru teritoriile de la nordul Dunării care a ajuns până la noi este lucrarea cartografului Ptolemeu, "Geographia". 
Datele furnizate de Ptolemeu au fost analizate și verificate de Vasile Pârvan în lucrarea sa „Getica”. Pârvan s-a ocupat de toate localitățile menționate. În ce privește Ziridava, el arată că Ptolemeu a plasat acest oraș în extremul vest al Daciei, către Tisa mijlocie, și îl identifică, ipotetic, cu localitatea Cenad de azi, localitate situată pe malul stâng al Mureșului. . Vasile Pârvan a preluat această identificare eronată de la Karl Wilhelm Ludwig Müller (1871) care, la rândul său, o preluase de la Christian Matthias Theodor Mommsen (1873).
Pe de altă parte, la Cladova (județul Arad) un număr de cărămizi romane ștampilate au fost descoperite în locul unde se crede că a fost Ziridava.  Pascu G. Hurezan a semnalat că la Cladova a fost descoperit și un nou inel sigilar. 
Ion Horatiu Crișan emite ipoteza, pe baza altor cercetări, că Ziridava lui Ptolemeu ar putea fi identificată cu „Șanțu Mare”, localitatea Pecica, dar nu a fost descoperită nicio dovadă epigrafică din care să rezulte că aici ar fi fost Ziridava.
Un studiu mai recent exclude posibilitatea ca Ziridava să fie identificată cu așezarea dacică de la „Șanțu Mare”, localitatea Pecica. Din analiza informațiilor disponibile, Ziridava a fost cetatea dacică de pe dealul Cetățuie din arealul satului Ardeu, comuna Balșa, județul Hunedoara.